# ونسا مندوزا کورتس
وَنِسا مِندوزا کورتِس (زادهٔ ۱۹۸۰) فعال حقوق بشر و روان‌شناس اهل آندورا است. او رئیس Stop Violències است، سازمانی که علیه خشونت مبتنی بر جنسیت است و کارزارهایی برای جرم‌زدایی از سقط جنین در آندورا تشکیل می‌دهد.

## حرفه
زندگی حرفه‌ای مندوزا به عنوان روان‌شناس در بارسلونا شروع شد، اما در سال ۲۰۱۲ به آندورا بازگشت. او در سال ۲۰۱۴، سازمانی را که علیه خشونت جنسیتی و مبارزه برای جرم‌زدایی از سقط جنین در آندورا بود تأسیس کرد و به خود، رئیس آن شد. در سال ۲۰۱۸ مندوزا اولین اعتراض خیابانی در آندورا را سازماندهی کرد و خواستار جرم‌زدایی از سقط جنین شد. در واکنش به فعالیت‌هایش، وی تهدید به خشونت فیزیکی و جنسی شده‌است.
در سال ۲۰۱۹، دولت آندورا علیه مندوزا شکایت کرد و یک پروندهٔ افترا را علیه او گشود. او در سال ۲۰۱۹ در تلویزیون در مورد فقدان حقوق سقط جنین در کشورش صحبت کرده بود، و گزارشی را در مورد آن به کنوانسیون رفع هرگونه تبعیض علیه زنان سازمان ملل متحد ارائه کرد. در دسامبر ۲۰۲۰ وکیل مندوزا درخواست کرد که اتهامات علیه او برداشته شوند، اما این درخواست رد شد. در فوریهٔ ۲۰۲۱ عفو بین‌الملل خواستار لغو پروندهٔ مندوزا شد. دیده‌بان حمایت از مدافعان حقوق بشر نیز خواستار مختومه‌شدن این پرونده شد. این پرونده توسط یک قاضی در دادگاه آندورا لا ولا، جایی که ده‌ها فعال در حمایت از مندوزا تجمع کرده بودند، بازگشایی شد.